# Франкомм, Огюст Жозеф
Огюст Жозеф Франкомм или Франшомм (фр. Auguste-Joseph Franchomme; 10 апреля 1808, Лилль — 21 января 1884, Париж) — французский виолончелист и композитор.

## Биография
Огюст Жозеф Франкомм родился 10 апреля 1808 года в городе Лилль. Учился в Парижской консерватории у Жана Анри Левассёра и Луи Пьера Норблена. В 1828 г. был среди музыкантов первого состава Оркестра концертного общества Парижской консерватории. Много играл также в ансамбле с Жаном Дельфеном Аляром; музыкальные вечера, организаторами которых выступали Франкомм и Аляр, собирали цвет парижской публики. Партию фортепиано в сложившемся у Франкомма с Аляром трио исполняли либо Шарль Алле, либо Франсис Планте, либо Фридерик Шопен, с которым Франкомма связывали дружеские отношения: результатом их совместного творчества стал Большой концертный дуэт для виолончели и фортепиано (на темы оперы Мейербера «Роберт-дьявол»), специалисты предполагают также значительный вклад Франкомма в шопеновскую Сонату для виолончели и фортепиано Op. 65, которая была ему посвящена и впервые им вместе с автором исполнена. Франкомм нёс гроб на похоронах Шопена.
Среди сочинений Франкомма преобладают, естественно, произведения для виолончели, из которых не потеряли значения до сегодняшнего дня Двенадцать каприсов Op. 7 и Двенадцать этюдов Op. 35. Ему принадлежат также виолончельный концерт, вариации на темы популярных опер (в том числе «Нормы» Беллини, «Семирамиды» Россини, «Дон Жуана» Моцарта) и народных песен (испанских, шотландских, тирольских и др.).
С 1846 года — профессор Парижской консерватории. Среди его учеников, в частности, были Лайош Хедьеши, Жюль Дельсар, Эрнест Жилле, Герхард Шельдеруп, Жюль Бернар Лассерр, Кро Сент-Анж, Ипполит Рабо (отец Анри Рабо) и Альфред Брюно.